# Frederik Barfod
Povl Frederik Barfod (7. april 1811 i Lyngby ved Grenaa – 15. juni 1896 på Frederiksberg) var en dansk historisk forfatter, digter, lærer, arkivar, bibliotekar og politiker. Forældrene var Sognepræst Hans Peter Barfoed og hans kone Marie Katrine Hjort.
Frederik Barfod blev student i 1828. Han meldte sig senere ind i Det Forenede Velgørenhedsselskab, der var stiftet i 1832 med det formål at give fattige børn en uddannelse. I 1834 åbnede de en drengeskole i København med 12 elever, hvor lærerne var ulønnede. Han var i en periode skolens leder, og den er derfor i dag kaldt Frederik Barfods Skole efter ham. Han debuterede som skribent i Kjøbenhavnsposten i 1833. Hans debutbog, Poetisk Læsebog for Børn og barnlige Sjæle fra 1835, fik en pris i 1836 af Selskabet for de skiønne og nyttige Videnskabers Forfremmelse.
Han var stærkt grebet af de national og liberale meninger i samfundet og sluttede sig til partiet Bondevennerne. Han deltog ivrigt i Rigsdagens grundlovgivende forhandlinger og var folketingmand indtil 1869. Han var digterisk begavet og påvirket af Grundtvig. Hans hovedværk er nok, Fortællinger af Fædrelandets Historie fra 1853. Af hans andre værker kan nævnes Danmarks Gejstlighed, en personalhistorisk-statistisk Aarbog (1848-49) og hans udgave af Ambrosius Stubs Digte, der bragte denne glemte digter frem i lyset.
Frederik Barfod blev i 1841 gift med Emilie Birkedal (18. oktober 1813 - 3. oktober 1897), datter af forpagter og godsinspecteur Ludvig Harboe Birkedal (eller Birchedahl) (1772-1819) og hustru Agate Johanne Birkedal, født Husum (1775-1864).
Barfod var far til komponisten Ludvig Birkedal-Barfod (1850–1937), og han var morfar til historikeren Vilhelm la Cour (1883–1974). Derudover far til Hulda Christine Nielsen Birkedal Barfod (1850-1878) der var gift med fysiker, opfinder og vindmøllepioner Poul la Cour (1846-1908) og dermed morfar til fysiker, meteorolog tidl. Direktør for DMI Dan Barfod la Cour (sv).